# Sint-Gerarduskapel (Ulestraten)

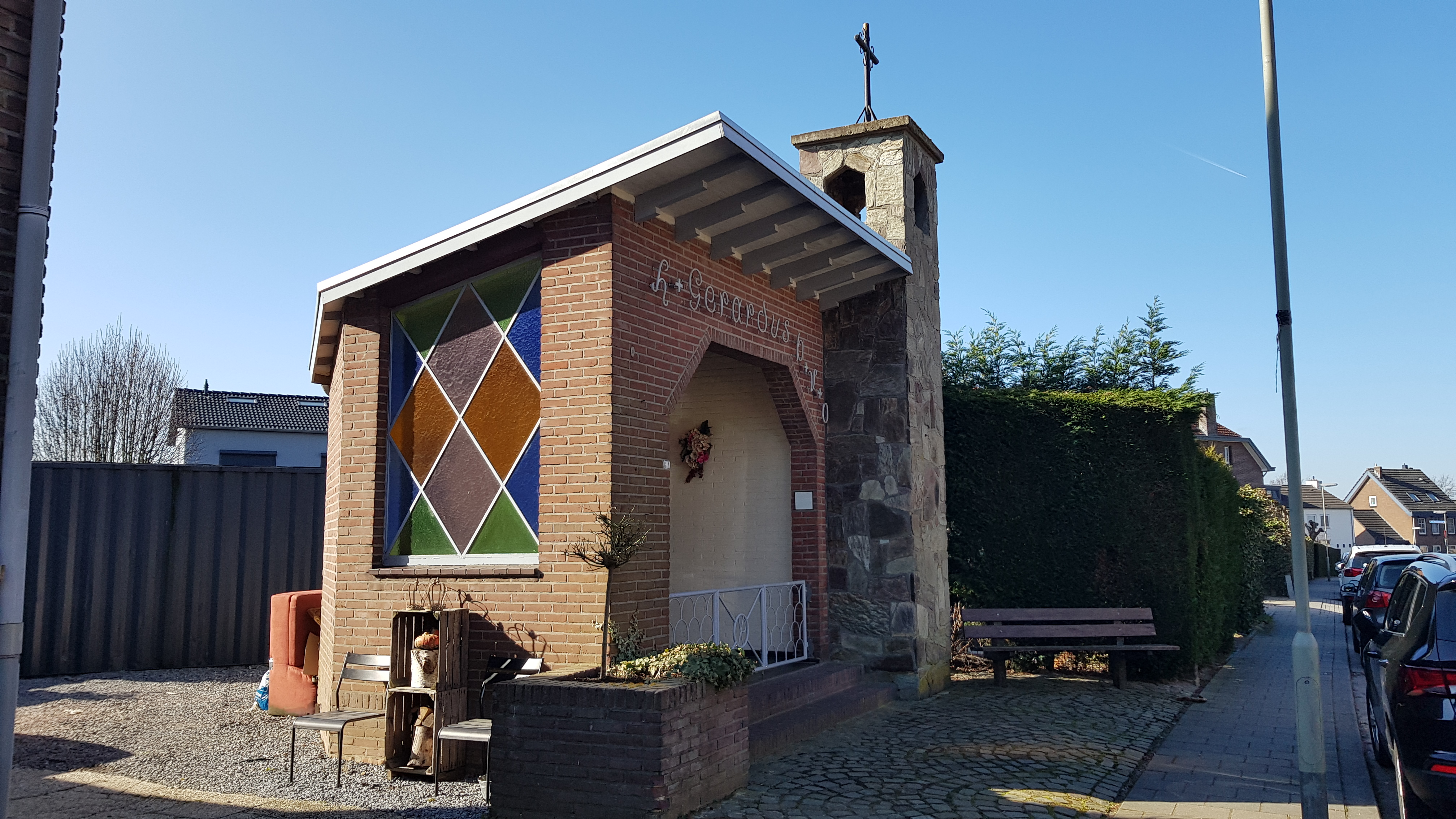
De kapel

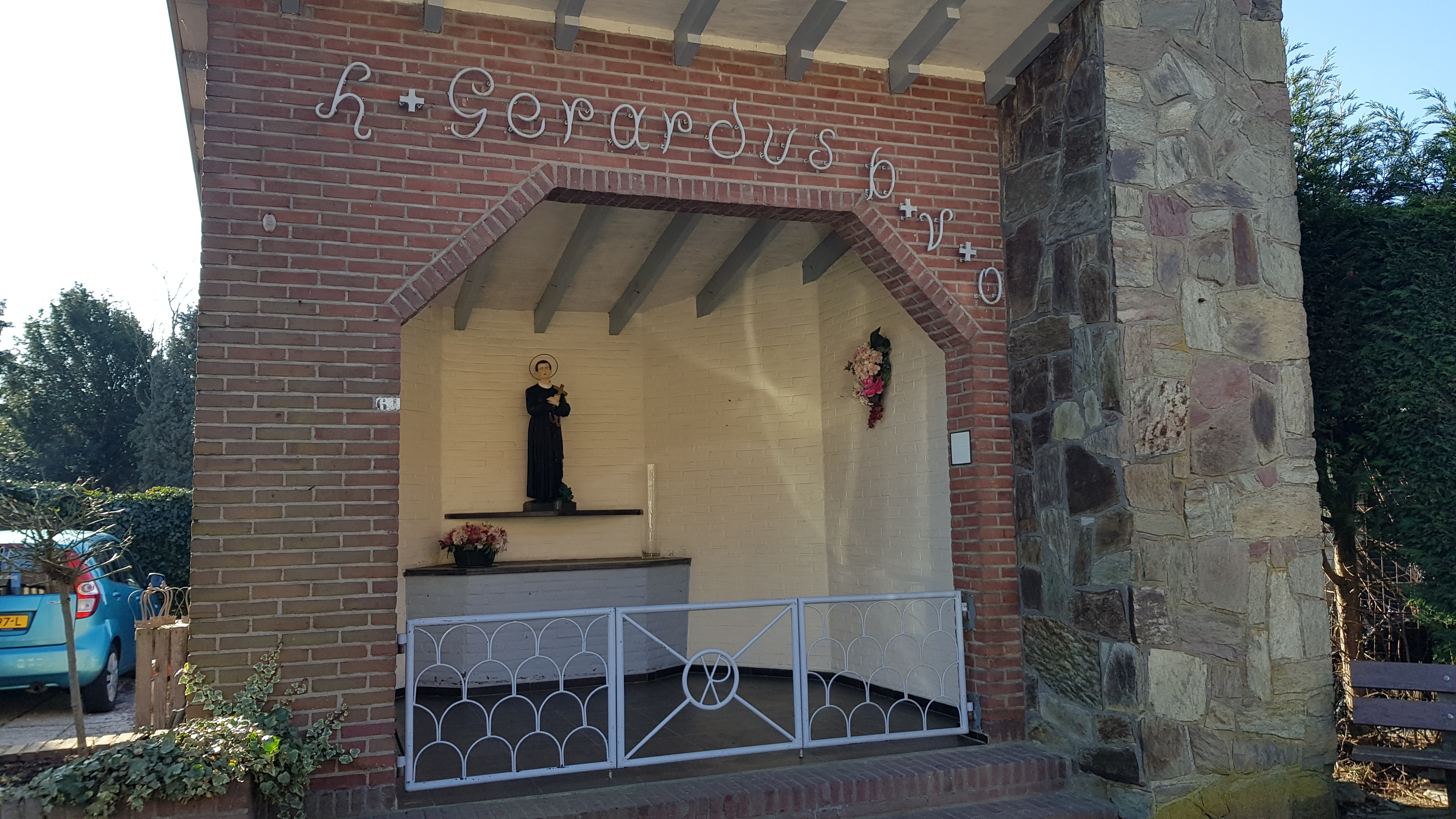
Interieur

De Sint-Gerarduskapel is een kapel in Ulestraten in de Nederlands Zuid-Limburgse gemeente Meerssen. De kapel staat aan de Burgemeester Visschersstraat 64 (vroeger Schaapsweg geheten) in een woonwijk aan de noordrand van Ulestraten.
De kapel is gewijd aan de heilige Gerardus Majella.

## Geschiedenis
In 1956 werd aan de Schaapsweg de kapel gebouwd door de buurtvereniging Schaapsweg en omgeving.

## Bouwwerk
De bakstenen kapel heeft aan de achterzijde een driezijdige koorsluiting en wordt gedekt door een schuin dak met dakleer met overstekende luifel. Op de rechter voorhoek van de kapel is een vierkante klokkentoren gebouwd die in tegenstelling tot de rest van de kapel betegeld is met tegels van vlak breuksteen. Boven in de klokkentoren is in elke gevel een vijfzijdig galmgat uitgespaard en de klokkentoren wordt bekroond door een cementstenen plaat met daarop een smeedijzeren kruis. In de linker zijgevel is een rechthoekig venster aangebracht met gekleurd glas-in-lood. In de frontgevel is de brede toegang aangebracht die afgeschuinde bovenhoeken heeft en wordt afgesloten met een laag smeedijzeren hekje met daarin het chrismon (X + P). Boven de ingang is met sierlijke metalen letters een tekst aangebracht (waarbij BVO staat voor bid voor ons):

h + Gerardus b + v + o

Van binnen is de kapel wit geschilderd. Tegen de achterwand is een massief bakstenen altaar aangebracht. Boven het altaar is aan de muur een console bevestigd waarop het beeld staat van de heilige Gerardus. Gerardus draagt een zwart kleed met witte kraag, met aan zijn riem een penning en een gebedssnoer hangende, terwijl hij in zijn rechterhand een goudkleurig kruis vasthoudt. Gerardus staat tegelijkertijd met zijn linkervoet op een draak, dat symbool staat voor het vertrappen van het kwade.